# Kimba
Kimba – miasto w Australii, w stanie Australia Południowa.